# السيدة دي وينتر (رواية)
السيدة دي وينتر (بالإنجليزية: Mrs de Winter)‏ هي رواية للكاتبة البريطانية سوزان هيل، نشرت عام 1993، لأول مرة عن دار نشر سنكلير ستيفنسون. والرواية تتمة لرواية ريبيكا للكاتبة دافني دو مورييه.

## الملخص
عندما احترق ماندرلي، هرب مكسيم دي وينتر المعذب وزوجته الثانية الرزينة من أشباح الظلام غير المعلن بالأمس وعادوا الآن إلى موطنهم في إنجلترا، لدفن ما كان والبدء من جديد. لكن الدفء الحسي للخريف الذهبي لا يمكن أن يخفي برودة الشر المتبقي. يهمس نسيم أكتوبر اللطيف أن ريبيكا - ريبيكا الجميلة والغامضة والحاقدة - تطارد حياتهم مرة أخرى.